# Hněvotín
Hněvotín település Csehországban, a Olomouci járásban. Hněvotín Olomouc, Olšany u Prostějova, Lutín, Ústín, Luběnice és Bystročice településekkel határos. Lakosainak száma 1920 fő (2024. január 1.).

## Népesség
A település lakosságának változását az alábbi diagram mutatja:
| Lakosok száma | 1091 | 1169 | 1312 | 1225 | 1138 | 1127 | 1802 | 1834 | 1832 | 1920 |
|               | 1869 | 1890 | 1921 | 1950 | 1980 | 2001 | 2017 | 2019 | 2022 | 2024 |